# کهرلا
کهرلا، روستایی در دهستان دنباله‌رود شمالی بخش مرکزی شهرستان دزپارت در استان خوزستان ایران است.
روستای کهرلا یکی از قدیمی‌ترین روستاهای بخش دهدز و از توابع شهرستان ایذه و استان خوزستان می‌باشد شغل اکثر آن‌ها دامداری و کشاورزی می‌باشد که متأسفانه با آب‌گیری سد کارون ۳ کلیه زمین‌های حاصلخیز آن‌ها به زیر آب رفته و تنها قسمتی از زمین‌های ناهموار ان باقی مانده‌است که آنچنان سودی برای مردم ان روستا ندارد.
مردم این روستا از تیره خدابخشی از ایل اورک و قوم بزرگ و جلیل بختیاری می‌باشند که به زبان شیرین و محلی بختیاری سخن می‌گویند.
مردم منطقه این طایفه را به نام تاج بخش نیز می‌شناسند و به عنوان اسوه بخشش نیز معروف هستند چون در زمان حکومت کریم خان زند تاج و تخت خانی که متعلق به خدابخشیان در بخش دزپارت بوده‌است را به خواهر زاده خود بخشیده‌است.
بیشتر مردم این روستا برای گذراندن زندگی خود به شهرها و استانهای همجوار نقل مکان کرده‌اند و در استانهای خوزستان، اصفهان، چهار محال، بوشهر و دیگر استانها زندگی می‌کنند که می‌توان آن‌ها را بالغ بر ۲۵۰۰ نفر تخمین زد.

## جمعیت
بر پایه سرشماری عمومی نفوس و مسکن در سال ۱۳۹۵، جمعیت این روستا برابر با ۲۱۵ نفر (۵۲ خانوار) بوده است.